# E49A (Ecuador)
De E49A of Vía Colectora Durán-km 27 (Verzamelweg Durán-km 27) is een secundaire nationale weg in Ecuador. De weg loopt van Guayaquil via Durán naar Naranjal en is 10 kilometer lang.